# Такелот I
Такелот I — фараон Древнего Египта из XXII династии, правивший приблизительно в 905—867 годах до н. э.
Сын Осоркона I. Такелот I правил 38 лет: в 905—880 он был соправителем своего отца, затем 13 лет правил самостоятельно. Когда фараон Осоркон I умер и ему наследовал в Бубастисе Такелот I, новый фараон получил в лице своего брата Шешонка мощного противника. Началась усобица между ливийскими вождями, и это сильно ослабило династию. Памятники обходят его царствование упорным молчанием. От супруги своей Капес он имел сына Осоркона, который и стал его наследником.